# Van-Allen-Gürtel

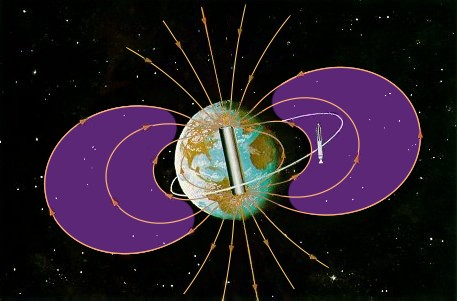
Van-Allen-Strahlungsgürtel

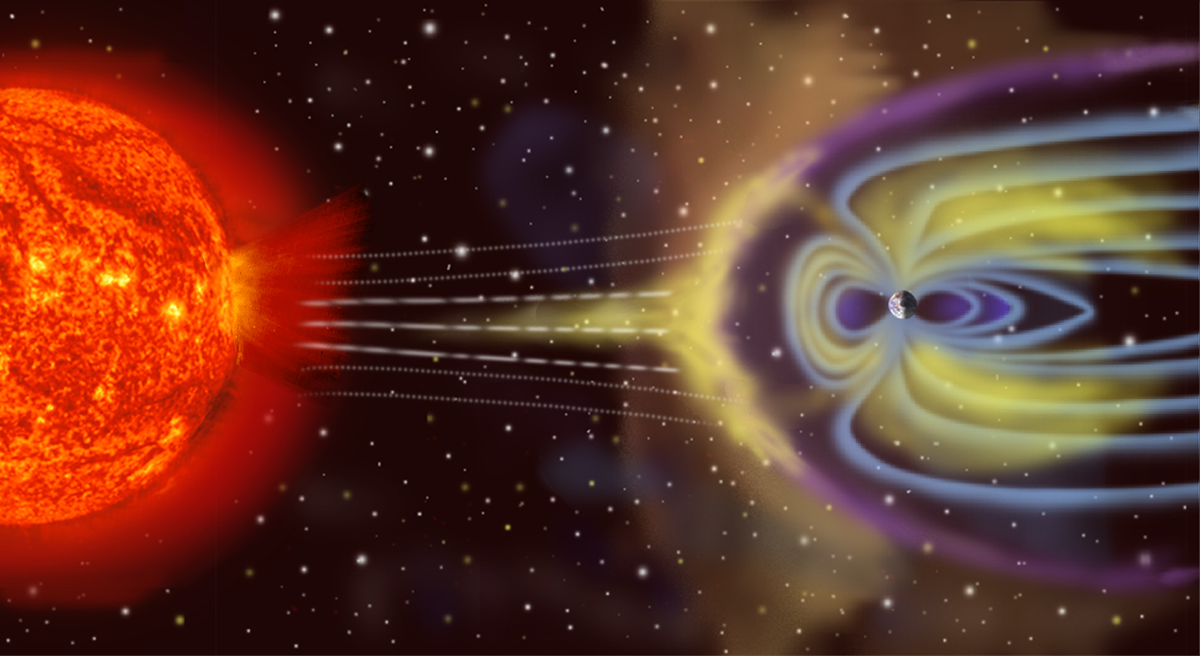
Die Magnetosphäre schirmt die Erdoberfläche gegen die geladenen Partikel des Sonnenwindes ab.

Der Van-Allen-Strahlungsgürtel (benannt nach James Van Allen) ist der Strahlungsgürtel der Erde. Er ist ein Ring (Torus) energiereicher geladener Elementarteilchen im Weltraum, die im Erdmagnetfeld eingeschlossen sind.
Die Magnetosphäre wirkt als Schutzschild für die Erde; sie verhindert, dass ein Großteil der lebensfeindlichen Teilchenstrahlung der Sonne das Leben auf der Erde erreicht. Jedoch ist der Durchflug durch den Gürtel dementsprechend gefährlich für Mensch und Technik.
Auch andere Planeten sind von Strahlungsgürteln umgeben, so hat der Jupiter, dessen Magnetfeld sehr viel stärker als das der Erde ist, einen wesentlich gefährlicheren Strahlungsgürtel als die Erde.
Der Gürtel besteht im Wesentlichen aus zwei Strahlungzonen. Die innere erstreckt sich in niedrigen geografischen Breiten, d. h. in der Nähe des Äquators, in einem Bereich von etwa 700 bis 6.000 Kilometer über der Erdoberfläche und besteht hauptsächlich aus hochenergetischen Protonen. Die äußere befindet sich in etwa 16.000 bis 58.000 Kilometer Höhe und enthält vorwiegend Elektronen.
Früher wurde angenommen, dass die Teilchen des Van-Allen-Gürtels überwiegend aus dem Sonnenwind und der kosmischen Strahlung stammen. Ergebnisse der Sonden „Van Allen A“ und „Van Allen B“ zeigten jedoch, dass Elektronen im Gürtel selbst freiwerden und im Gürtel zu relativistischen Geschwindigkeiten beschleunigt werden.
Die geladenen kosmischen Teilchen werden im Van-Allen-Gürtel durch das Magnetfeld der Erde infolge der Lorentzkraft abgelenkt, in einer magnetischen Flasche eingeschlossen und schwingen so zwischen den Polen der Erde mit einer Schwingungsdauer von etwa einer Sekunde hin und her.
Wenn der Gürtel überladen wird, streifen die Partikel die obere Erdatmosphäre und regen diese zur Fluoreszenz an, wodurch das Polarlicht entsteht.

## Nachweis

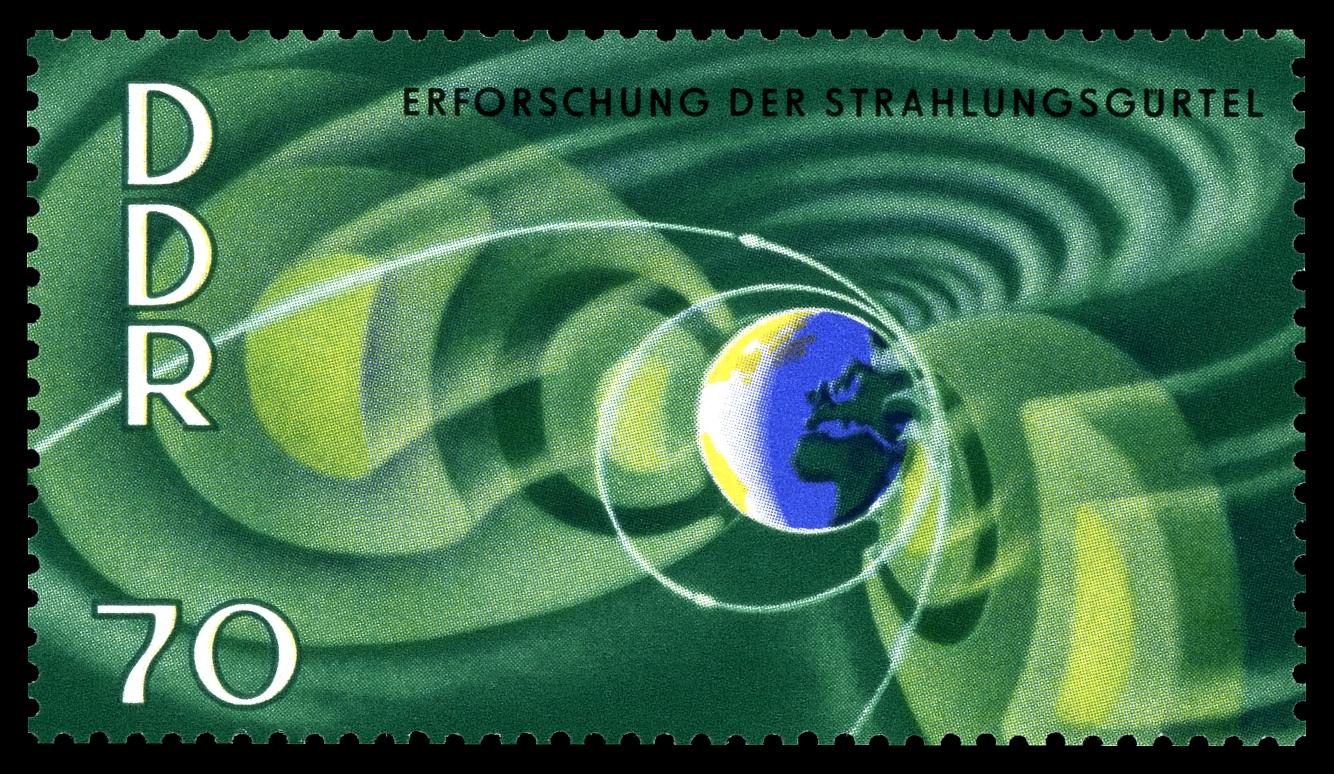
DDR-Sondermarke „Erforschung der Strahlungsgürtel“ aus dem Jahr 1964

Das Vorhandensein eines Strahlungsgürtels wurde schon vor dem Raumfahrtzeitalter vermutet. Bestätigt wurde die Theorie am 31. Januar 1958 durch die Mission von Explorer 1 und durch die Folgemission Explorer 3, die von James Van Allen geleitet wurden. Weitere Explorer-Missionen wie auch beispielsweise die Sonden der Elektron-Serie konnten die Teilchenstrahlen-Verteilung vermessen.

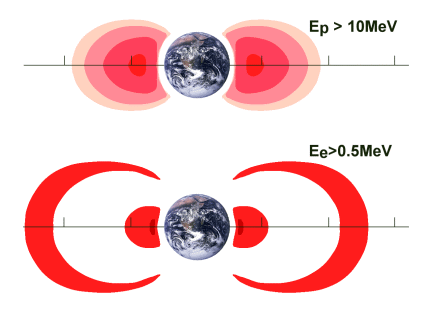
Strahlungsgürtel
(oben: Protonen, unten: Elektronen)

Die Grafik veranschaulicht die Verteilung der Teilchendichte um die Erde. Hochenergetische Protonen (oberes Bild) konzentrieren sich im inneren Strahlungsgürtel oberhalb von 3.000 und 6.000 km über der Erdoberfläche. Energiereiche Elektronen (unten) verstärken den inneren und bilden den äußeren Strahlungsgürtel um 25.000 km Höhe. Die Teilchendichte der Protonen mit einer Energie von mehr als 10 MeV und der Elektronen mit mehr als 0,5 MeV liegt in der Größenordnung von 106 Teilchen/(cm²·s). Die Ionisations-Strahlenbelastung durch Elektronen auf elektronische Bauteile liegt bei 0,1 bis 1 krad/h (1 bis 10 Gy/h), durch Protonen (hinter 1 cm Aluminium-Abschirmung) zwei Größenordnungen niedriger.
Im Rahmen des Pamela-Experimentes wurde 2011 nachgewiesen, dass im inneren Strahlungsgürtel der Magnetosphäre eine Anhäufung von Antimaterie existiert. Die detektierten Antiprotonen entstehen vermutlich bei der Kollision hochenergetischer kosmischer Strahlung mit der Erdatmosphäre.
Im September 2012 konnten die Van-Allen-Sonden neben den zwei bekannten Strahlungsgürteln der Erde noch einen dritten, deutlich durch eine Lücke vom äußeren Van-Allen-Gürtel getrennten, nachweisen. Nachdem der temporäre Strahlungsgürtel etwa einen Monat lang mit konstanter Intensität messbar war, wurde er durch eine starke Sonneneruption aufgelöst. Forscher der NASA vermuten, dass solche temporären Strahlungsgürtel häufiger vorkommen.

## Strahlenbelastung

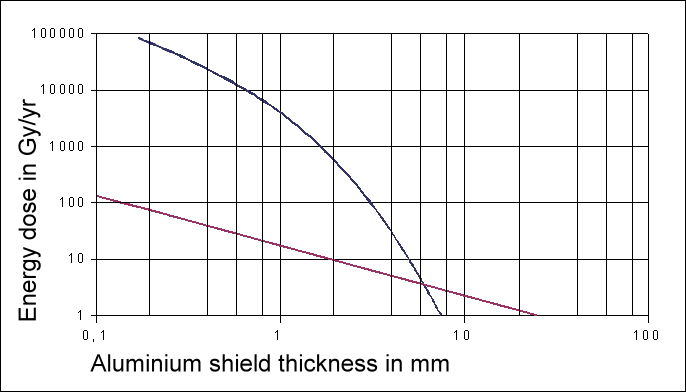
Energiedosis in ca. 38.000 km Höhe,
hinter einer Aluminium-Abschirmung variabler Dicke
Blau: Elektronen, Rot: Bremsstrahlung
(doppelt-logarithmische Darstellung)

Die Äquivalentdosis der Strahlung beider Hauptzonen beträgt hinter 3 mm dickem Aluminium unter extremen Umständen bis zu 200 mSv/h (Millisievert pro Stunde) im Kernbereich des inneren Gürtels und bis zu 50 mSv/h im Kernbereich des äußeren Gürtels.
Als Normwerte gelten im gesamten Van-Allen-Gürtel 0,7–1,5 mSv pro Tag (effektive Dosis), diese Diskrepanz lässt sich zum einen durch die verschiedenen Messmethoden erklären, zum anderen aber auch durch die Abhängigkeit der Strahlung von den starken Schwankungen der Sonnenaktivität. Dadurch können mitunter 1000-mal höhere Werte gemessen werden. Auf der Erde ist die Strahlung des inneren Van-Allen-Gürtels im Bereich der Südatlantischen Anomalie deutlich zu beobachten.
Zum Vergleich: In Europa beträgt die mittlere Strahlungsdosis auf Meereshöhe etwa 2 mSv/a ≈ 5,5 µSv/d.

## Bedeutung für die Raumfahrt

### Bemannte Raumfahrt
Die Intensität der Strahlung innerhalb des Van-Allen-Gürtels kann räumlich und zeitlich begrenzt gesundheitsgefährdende Werte erreichen. Daher darf der Aspekt des Strahlenschutzes bei bemannten Raumfahrtmissionen im Erdorbit nicht vernachlässigt werden. Wie groß die Belastung für den menschlichen Organismus ist, hängt von der Sonnenaktivität, der Beschaffenheit der Raumfahrzeughülle, der Trajektorie und der Bahngeschwindigkeit beziehungsweise der Missionsdauer ab.
Die russische Raumstation MIR, das Skylab und die Internationale Raumstation ISS umkreisten die Erde in rund 400 km Höhe (siehe dazu auch Satellitenorbit#Arten). Das russische Raumfahrtprogramm, das Mercury-Raumfahrtprogramm der USA hatten ihren größten Erdabstand darunter.
Gemini 11 hatte eine Maximalhöhe von 1374 km, hier waren vor dem Start Bedenken wegen der Strahlenbelastung geäußert worden, jedoch war die Strahlenbelastung mit ca. 0,3 mGy (Milligray) wesentlich geringer  als die Belastung der Gemini 10 Astronauten (Apogäum 763 km), die in die Magnetanomalie über dem Südatlantik führte. Sie waren etwa 6 mGy ausgesetzt.
Die zahlreichen Space-Shuttle-Missionen (siehe dazu die Liste der Space-Shuttle-Missionen) umrundeten die Erde meist in diesem geringeren Erdabstand, nur das Hubble-Weltraumteleskop wurde in rund 550 km Höhe ausgesetzt. Die Weltraummissionen der bemannten Raumfahrt fanden also in einem erdnahen Orbit statt, der Van-Allen-Strahlungsgürtel wurde nicht erreicht (siehe dazu auch Strahlenexposition#Übersicht: Kosmische Strahlung und Strahlungsmessung auf der ISS).
Nur die Apollo-Missionen zum Mond führten durch den Van-Allen-Strahlungsgürtel und darüber hinaus. Die Raumfahrer waren auf dem Mond auch direkt dem Sonnenwind und einer eventuellen Radioaktivität der Mondoberfläche ausgesetzt. Die Gesamt-Strahlenbelastung der Apollo-17-Astronauten betrug 9 mSv (Zum Vergleich: der Grenzwert für die effektive Dosis zum Schutz von beruflich strahlenexponierten Personen beträgt in Deutschland 20 mSv pro Jahr).

### Messgeräte und Elektronik
Astronomische Messgeräte werden durch die Strahlung gestört oder sogar zerstört. So kann das Röntgenteleskop Chandra nur außerhalb des Strahlungsgürtels sinnvolle Daten liefern. Geräte für extraterrestrische Beobachtungen und Messungen müssen deshalb auf entsprechend hohe Umlaufbahnen gebracht werden.
Elektronik für den Weltraumeinsatz muss generell gegen kosmische Strahlung gehärtet sein. Die hohe Teilchenenergie kann nicht nur Fehlfunktionen verursachen, sondern Kristallstrukturen dauerhaft bis zum Bauteilausfall zerstören, Isolierstoffe schädigen. Betroffen sind auch Solarzellen. Statische und temporäre Maßnahmen:
- möglichst schneller Durchflug der Strahlungsgürtel
- Anpassen der Flugpläne an die Sonnenaktivität bzw. an durch diese ausgelöste magnetische Stürme
- Unterbringung empfindlicher Bauteile hinter schützenden Abschirmungen
- Abschaltung und günstige Ausrichtung von Satelliten bei Sonnenstürmen bzw. Magnetstürmen

So verlor das Projekt Starlink 40 Satelliten gleich nach dem Start, weil Maßnahmen gegen einen geomagnetischen Sturm zu spät erfolgten.
Als resistent gegen irreversible Schäden durch hochenergetische Teilchenstrahlung gelten lediglich Elektronenröhren.

## Populär Literatur
In dem Roman Amalthea des US-amerikanischen Autors Neal Stephenson wird der Van-Allen-Gürtel als Gefahr für Raumfahrzeuge, die diesen durchqueren, dargestellt.